# Andrew Breitbart
Andrew Breitbart (Los Angeles, 1 de fevereiro de 1969 - Los Angeles, 1 de março de 2012) foi um editor, escritor, colunista do Washington Times e ativista norte-americano. Fundador do portal de notícias, opiniões e comentários de extrema-direita Breitbart News.